# 服部正重
服部 正重（はっとり まさしげ、天正8年（1580年） - 慶安5年/承応元年（1652年））は、江戸時代の旗本。通称は半蔵（はんぞう）。服部正成（服部半蔵）の次男。兄は服部正就。弟は僧侶の正広。妻は大久保長安長女の美香。子は服部正吉、服部七右衛門。

## 生涯
四代目服部半蔵。名は長吉、官位は伊豆守。桑名では左太夫（左大夫）と名乗った。
正重は初め徳川秀忠の小姓、のちに徳川家康の近侍を務めたとされる。
大久保長安の娘婿となり佐渡金山の政務に関わるが、些事により改易され、以後29年間を村上藩に仕える。晩年は桑名藩にて上席年寄を勤め、服部半蔵家の存続に貢献した。三代目半蔵正就以降、服部半蔵家は伊賀同心の支配役を解かれており、また正重自身も佐渡島へ金山同心として赴任・居住していたため、江戸の伊賀同心支配には関わっていなかった。

### 少年期～関ヶ原の戦い
1580年（天正8年）二代目服部半蔵である服部正成の次男として浜松あるいは岡崎で出生する。「服部半三武功記」によれば同年、父の正成は浜松にて織田信長家臣と徳川家康家臣の紛争に関与し、家康の指示で秘密裏に牢人となり妻子と共に浜松を離れたとされる。この事件ののち関ヶ原の戦いまで正重の動向は不明であるが、正重は初め徳川秀忠の小姓、のちに徳川家康の近侍を務めたとの記述がみられるため、少年期にはすでに家康・秀忠の身辺に仕えていたとみられる。
1600年の関ヶ原の戦いでは、開戦の前夜に徳川家康より直々に盃を賜り、父の正成や祖父の武功を称えられながらも「お前は若く健気であるから、決して危険な事はせぬように」と懇ろな言葉をかけられる。しかし、家康の言葉に感銘を受けた正重は奮起し、翌日の戦いには一番槍の功名を得ようと心に決め、いまだ合戦が始まらぬ早朝に一人で敵陣へ入った。家伝である「服部半三武功記」の記述から、正重は父である服部正成より合戦場での組討ちや戦闘について指導された事が窺われるため、正成が死去する慶長元年11月（1596年12月）以前にはその教えを受けていたと推察される。単身敵陣に入った正重は朱具足に猩々緋の胴肩衣を身に着けた侍大将と槍を合わせて格闘し、首をとって帰陣した。しかし、開戦前の無断での行いであったため抜け駆けと見なされて恩賞は認められず、さらに家康の勘気を被ってしまう。処分については家康の子である結城秀康が口添えした事もあり、正重は近侍を解任されたのち大久保長安に身柄を預けられる事となった。なお、この時の年齢につき「干城録」には17歳と記載されているが、17歳は父の服部正成が死去した1597年（慶長元年）時点の年齢であり、関ヶ原合戦時の正重の年齢は21歳であった。

### 佐渡金山同心時代と家督継承
大久保長安に預かられた後、正重は長安の長女である美香を正室に迎える。これにより長安と正重、大久保家と服部半蔵家は縁戚関係を結ぶ事となった。
1604年（慶長8年）、義父である大久保長安が佐渡奉行に任命されると正重は金山同心として佐渡島湊（現在の両津市）に赴任し、長安と共に金山政策を行っていた。佐渡島で正重は服部伊豆守を名乗っていた。石見守を名乗らなかったのは、服部半蔵家の名乗り官位である事や、義父である大久保長安の官位が石見守であった等の理由も推察される。
正重が佐渡で居住したのは両津湊の城山と呼ばれる場所であり、佐渡金山湊番所の裏山にあったという。湊番所は明治時代に税関となり、現在は新潟海上保安部佐渡海上保安署の旧庁舎（佐渡市両津湊）が建っている。敷地には両津港のシンボルであり推定樹齢300年以上のクロマツ「村雨の松（新潟県指定天然記念物）」が繁り、海上を航行する船の目印となっている。
湊番所に勤めた正重は役人としての執務にあたりながら多くの書物を書き残したという。夷町の正覚寺には服部家の菩提があり、また、正重の居宅について「佐渡年代記」慶長9年（1604年）の項に「服部半蔵の男子である服部伊豆は御側に奉仕したが故あって閉居し、この年、大久保石見守と共に佐渡へ来て夷町に住んだ」とある。正覚寺の隣に建つ勝廣寺の寺伝によれば、服部伊豆守の赴任に伴い寺地であった湊の城を譲渡し、改易により佐渡を退去する際にこの土地が返還されたという。これにより、正重は夷町と湊の双方に住居及び領地を有していたとみられる。
1605年冬（慶長9年12月）兄である正就が改易される。これにより正重は服部家の家督を継ぎ、服部石見守半蔵（四代目服部半蔵）を襲名したとみられる。家督を継いだ正確な時期は不明であるが、「大久保長安に預けられた後、上意により長吉から半蔵と名乗り、拝謁のため江戸を訪れた時、伊豆守となった」という記述があり、また佐渡島の両津湊周辺には「服部半蔵が金山同心を務め屋敷と領地があった」等の言い伝えが残る。
兄の正就が改易され掛川へ移った後の1606年（慶長10年2月）には徳川秀忠の上洛が行われ、供奉した家臣の中に鉄砲奉行として服部石見守半蔵の名が記されているが、改易となった正就の上洛供奉は考えにくい。桑名藩史には、正重が「秀忠公に仕え江戸から伏見まで奉仕した」との記述もみられるため、この上洛に「服部石見守半蔵」として従ったのは正就ではなく正重である可能性が存在する。これらの記述や佐渡での記録・言い伝えから、正重が家督を継承した時期は正就の改易及び蟄居の後である1606年（慶長10年）頃と推察される。なお、上洛に供奉した服部石見守半蔵の諱については現時点では判明しておらず、今後の研究がまたれる。
なお、服部家は伊賀衆・伊賀同心の頭領として一般に知られるが、兄である服部正就の改易により伊賀同心の支配の役目は解かれており、正重も佐渡へ赴任し義父の大久保長安と佐渡金山などの金山政策を担当していたため、江戸の伊賀同心の支配役にはならなかった。

### 改易から晩年まで
1612年（慶長17年）、義父である大久保長安が死去する。
翌1613年（慶長18年）大久保長安事件が起きると、金山経営に関わる大久保家の不正蓄財が疑われ、長安の一族や縁戚に至るまで多くの者が幕府により粛清・処刑された。しかし、正重は長安の娘婿という極めて近い関係にありながら「関わりなし」として一切の咎を受けず、引き続き佐渡で執務に当たるよう幕府より指示を受けた。しかしこの後、幕府の書状を持参した目付を佐渡で待てという指示に反し、対岸の越後国出雲崎に出向いて迎えた事を咎められ改易となった。
同1613年、正重は越後国村上藩主の村上義明（村上頼勝）に身柄を預けられ、許されて義明に仕えた。
義明の息子である村上忠勝の妻は花井吉成の娘であったが、その姉は大久保長安の六男である大久保右京長清(権六郎)の妻であった。また吉成自身も長安と同じく松平忠輝の附家老であり、妻は忠輝の異父姉で茶阿局の娘である於八であった。このように、村上家もまた服部家以上に大久保長安との関わりの深い家であった。
その後、村上忠勝が改易され、代わって堀直寄が村上藩へ入ると正重は堀家に預け替えとなり、二千石あるいは三千石という藩主一族並みの待遇で堀家に召し抱えられた。
1642年（寛永19年）、藩主堀直定の夭折により堀家が断絶したため、村上藩は一時廃藩となる。暇を出された正重は牢人となり、甲州で息子らと暮らす事となった。

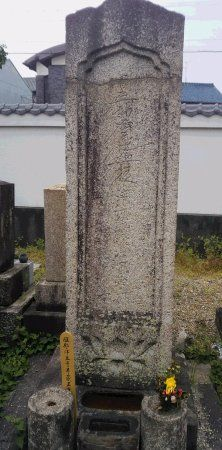
服部正重の墓(桑名市顕本寺)

1647年（寛永24年）兄・正就の次男であり桑名藩に仕えていた服部正辰が甲州にいた正重らを探し出し、正辰の家臣であった長嶋五左衛門が正重の元を訪れた。五左衛門の父（同名の長嶋五左衛門）は、正就の家臣として大坂の陣に従い共に討ち死にしており、その子の五左衛門もまた正就の子である正辰に仕えていた。桑名に招かれた正重は、高齢の牢人であったにもかかわらず、当時の桑名藩主である松平定綱に二千石の上席年寄（上席家老）という身分と厚遇で召し抱えられた。また、息子の服部正吉、服部七郎衛門も千石の部屋住みとして桑名藩に仕えた。
これにより服部半蔵家は桑名藩の家老職家（大服部家）として、明治時代まで存続した。慶安5年/承応元年5月27日（1652年7月2日）正重は73歳で没した。法号は清流院殿澄性日浄大居士。桑名市の顕本寺に、正重や大服部家の墓碑が現存している。

なお、正重の半生について「改易後は仕官先を得るため各地を転々とし、越後三藩に仕官するがそれらの藩も次々と取り潰しや断絶に遭う。その度に正重は牢人となり流浪したが、高齢になると兄の義父である桑名藩主松平定勝や兄嫁（定勝長女の松尾姫）を頼り、桑名で召し抱えてもらった」などと解説するものも多いが、これは誤りであり、正重は佐渡で改易された1613年に村上家預りとなって以降1642年までの29年間にわたり、村上家及び堀家が統治した村上藩に藩主一族並みの厚遇で仕えている。改易され村上家預かりとなった正重は33歳であり堀家断絶で牢人となった時は62歳であった。その後は甲州で暮らし桑名藩に招かれた時には67歳の高齢となっており、兄の義父であった桑名藩主の松平定勝と兄嫁の松尾姫はすでに死去していた。
村上家・堀家譜代の家臣でないにもかかわらず藩主交代を経ながら一つの藩に長期間仕えた事や、村上藩・桑名藩における破格の待遇からも、正重が藩政において重用されていた事が窺われる。厚遇の理由については、徳川譜代家臣であった服部半蔵家の経歴や人脈、大久保長安との旧縁、佐渡金山での政務経験、さらに伊賀・甲賀と関わりの深い服部氏族の出身である事などが推察されるが詳細は判明しておらず、今後の研究がまたれる。

正重の兄・正就の妻である松尾は桑名藩主松平定綱の姉であり、その子の服部正辰（正重の甥）らも桑名藩に仕えている。正就と松尾の子孫は久松松平家の血統から藩主一族の扱いを受け、服部半蔵家以上に優遇されていた事から、桑名では服部半蔵を継ぐ正重の子孫の家を「大服部家」、正就の子孫の家を「小服部家」と呼び、大服部家・小服部家ともに代々、久松松平家の家老など重要な職務を担った。

## 由来の武具
いずれの武具も父の服部正成が家康より拝領し正重が所有したものであるが、現時点での所在や状態は不明である。

### 一覧
1. 平安城長吉の槍。正重の父である服部正成が三方ヶ原合戦の戦功で浜松城二の丸にて家康より拝領した二本の槍のうちの一つである[1][4][10][9]。この槍は正成・正就の後、正重が桑名へ移るまで所有しており、晩年桑名藩の上席年寄となった正重は、藩主である松平定綱に槍の由来を聞かれた際、定綱の息子である松平定良に槍を献上した。由緒のある槍であったため、定綱は槍の写しを作り正重に贈ったという[7]。（本歌・写しともに所在不明。久松松平家ゆかりの市に所蔵の可能性あり）
2. 家康の御持と同じ拵えの采配。家康は奈良という具足職人にこれを作らせ、正重の父である正成に贈った。采配は天目黒塗りの柄の後先に銀の歯形の逆輪をつけたものであった。しかし、この采配は長男正就の戦死で所在不明になったとも、正重が佐渡勤めの最中に紛失したとも伝えられている。（年月・所在不明）[1][2]

## 正重の戦闘術
父である服部正成の戦闘術は複数の史料に記載されており、このうち「服部半三武功記」には正成が正重に戦い方を語ったと記載されている。
・正成は次男の正重に対し「敵と戦う時は兜の眉庇を狙い、顔は唇まで斬りつけ、敵の胴に斬り込み、股、脛、腕、膝を吊り掛けて打ち落とせ」と語った。

## 同一人物説
大蔵庄左衛門（能楽師・仙台伊達藩金春大蔵流の創始者）
服部家が猿楽も関係する伊賀忍者と関わりの深い氏族である事や、大蔵流の家であり金春家の血を引く大久保長安の長女を正重が娶った事から、同じく「長安の女子」を後妻とした能楽師・大蔵庄左衛門を服部正重と同一人物であるとする説がある。
服部正重の義父である大久保長安は元の名を大蔵藤十郎秦長安といい、猿楽・能楽の家系である金春家の流れを組む大蔵流大蔵大夫家の血筋であった。長安の祖先である大蔵大夫の元祖、大蔵十郎秦信喜（道加）は金春禅竹と世阿弥女子の子の一人である。その大蔵流の能楽師の中に、長安の娘を後妻に迎えたという「大蔵正左衛門信広（休岸）」という人物が存在する。長安の系図中に広く確認される女子は服部正重の妻となった長女・美香と、武田家旧臣・三井十郎左衛門吉正（あるいは吉正の嫡男）の妻であり徳川家康の側室となるお牟須の方を産んだ次女・楓の二人であり、離縁・再嫁や庶子等の記録はあまり見られない。
正重の祖先は伊賀発祥の服部氏族である。「世子六十以後申楽談儀」「四座役者目録」、現在も論争中であるが「上嶋家文書（観世系図、観世福田系図）」「播州永富家文書」等に金春家の縁戚にあたる世阿弥の父・観阿弥が服部氏族の出身である等の記述がみられる事、藤堂藩能奉行を務めた上嶋氏と服部氏に縁戚関係がある事、また伊賀忍者の隠形術（七方出）に猿楽師の変装も含まれる等の理由から、服部氏族出身であり長安の女子を娶った正重について「大蔵信広・休岸という名は長安に師事した正重の能の芸名である」という説がしばしば唱えられた。
しかし、この大蔵正左衛門（または庄左衛門）は金春禅竹の子孫である金春禅曲の三男であり、兄弟には金春流の家元を継いだ金春七郎秦氏勝（清本）と尾張徳川家に仕えた庶子の金春八左衛門（安喜）がいる。庄左衛門の元の名は金春氏紀（喜寿・権兵衛安信）で、号を休岸といった。
大久保長安の父であり大蔵大夫であった大蔵信安もまた金春家の血筋であり、元の名を金春喜然といった。しかし、長安は能楽師よりも武士としての成功を望んだため大蔵大夫を継がず、兄の土屋新之丞も長篠の合戦で戦死してしまった。このため、能楽の家としての大蔵大夫家は存続の危機にさらされていた。
大蔵家には長安の大蔵大夫家の他、小鼓方である大蔵道違（道意・道伊）、太鼓方である大蔵道智（道知）の家があった。ある時、長安の従兄弟であり太鼓方の名手である大蔵道喜（大蔵平蔵）が事故で死に、一人娘が取り残された。このため長安はこの女子を養女とし、金春禅曲の三男であった金春氏紀を養子に迎えて二人に祝言を上げさせた。これにより金春氏紀は名を大蔵庄左衛門信広と改め、能楽の家である大蔵大夫家を継ぐ事となった。1604年（慶長8年）頃には、庄左衛門はすでに大蔵大夫家を継いでいたとみられる。
この後、庄左衛門は仙台伊達藩にて独自の流派である「金春大蔵流」の創始者となり、休岸と名乗った。庄左衛門と長安の養女（大蔵道喜女子）との間には男子のほか女子も生まれ、狂言大蔵流の大藏栄虎（弥衛門）の妻となったという。また、庄左衛門の能の技は孫である大蔵経喜（経寿、常休）に受け継がれ、経喜は1678年（延宝6年）庄左衛門から相伝された能の型を「萬能鏡」に記した。
これらの記録や史料から、服部正重と大蔵庄左衛門休岸は別人であると考えられる。

松尾芭蕉、弟子の河合曾良（俳諧師）
「おくのほそ道」を記した俳聖・松尾芭蕉の故郷が伊賀である事や、俳諧の旅において全国の関所を通過できた事、危険な全国行脚を安全に完遂できた事、一日あたりの移動距離が長い等の理由から、「芭蕉と曾良は忍者あるいは服部半蔵であった」という説がしばしば唱えられる。しかし、芭蕉の家系は伊賀の有力国人であり柘植三方の一氏である福地氏流松尾氏であり、服部半蔵家とは出自が異なる。芭蕉の弟子である曾良も信濃国高島城下の下桑原村（現長野県諏訪市）で高野七兵衛の長男として出生しており、服部半蔵家と関わりが薄い。また、芭蕉は1644年（寛永21年/正保元年）出生、曾良は1649年（慶安2年）出生であり、この時四代目服部半蔵であった正重及び次代となる長男正吉らは存命中であった。このため、松尾芭蕉及び曾良と服部半蔵は別人であると考えられる。